# Жетысуский район
Жетысуский район (каз. Жетісу ауданы) — административно-территориальная единица города Алма-Аты. Образован в 1936 году как Ленинский район. 12 декабря 1995 года был переименован в Жетысуский. Код КАТО kz.75.1510000 .

## Руководство
С июля 2019 года Жетысуским районом руководит Кикимов Максат, является сыном Сакена Кикимова депутата Алматинского облмаслихата и племянником оскандалившегося в 2016 году бывшего акима города Конаев — Сатжана Кикимова. В 2019 году жители Жетысуского района пожаловались на Максата Кикимова акиму города Бахытжану Сагинтаеву, который по их словам не был заинтересован в решении вопроса с компенсациями и зевал во время личной встречи.

## Население
Национальный состав (на начало 2019 года):
- казахи — 78 353 чел. (47,20 %)
- русские — 48 926 чел. (29,47 %)
- уйгуры — 19 745 чел. (11,89 %)
- корейцы — 2 692 чел. (1,62 %)
- киргизы — 2 674 чел. (1,61 %)
- татары — 2 279 чел. (1,37 %)
- дунгане — 2 066 чел. (1,24 %)
- азербайджанцы — 1 630 чел. (0,98 %)
- курды — 1 165 чел. (0,70 %)
- узбеки — 1 073 чел. (0,65 %)
- немцы — 881 чел. (0,53 %)
- украинцы — 812 чел. (0,49 %)
- турки — 577 чел. (0,35 %)
- другие — 3 128 чел. (1,88 %)
- Всего — 166 001 чел. (100,00 %)

## Акимы
1. Баталов, Амандык Габбасович (1994—2001)[8]
2. Кульмаханов, Амир Кульмаханович (06.2001 — 26.05.2009)[9]
3. Аликулов, Ербол Шымкентбаевич (26.05.2009 — 03.2013)[10]
4. Разаков, Талгат Кошенович (04.03.2013 — 10.07.2017)[11]
5. Тажибаев, Мухтар Ильясович (с 10.07.2017 — 07.2019)[12]
6. Кикимов, Максат Сакенович (с 29.07.2019 — 09.2020)[13]
7. Кокобаева, Гульнара Ахметжановна (с 26.10.2020-30.06.2024)[14]
8. Жылкыбаева, Ляззат Ауесхановна (с 01.07.2024)[15]